# Megan Moultonová-Levyová
Megan Moultonová-Levyová, nepřechýleně Megan Moulton-Levy (* 14. března 1985 Grosse Pointe, Michigan) je americká profesionální tenistka, deblová specialistka, která v období 2003–2007 reprezentovala Jamajku. Ve své dosavadní kariéře nevyhrála na okruhu WTA Tour žádný turnaj. V rámci okruhu ITF získala do roku 2013 jeden titul ve dvouhře a deset turnajových vítězství ve čtyřhře.
Na žebříčku WTA byla ve dvouhře nejvýše klasifikována v červenci 2009 na 237. místě a ve čtyřhře pak v lednu 2013 na 78. místě.
V jamajském fedcupovém týmu debutovala v roce 2003 utkáním základního bloku 2. skupiny Americké zóny proti Bermudám, v němž vyhrála nad Ashley Brooksovou. Do roku 2013 v soutěži nastoupila k osmi mezistátním utkáním s bilancí 6–2 ve dvouhře a 4–2 ve čtyřhře. V rámci amerického fedcupového družstva neodehrála do sezóny 2013 žádný zápas.

## Tenisová kariéra
Narodila se roku 1985 v Michiganu do rodiny Paulette Moltonové a George Levyho. Má tři sestry. Tenis začala hrát ve třech letech. V letech 2004–2008 reprezentovala druhou nejstarší americkou univerzitu College of William & Mary ležící ve Virginii. Praktikuje styl servis-volej a za nejoblíbenější úder uvádí bekhend.

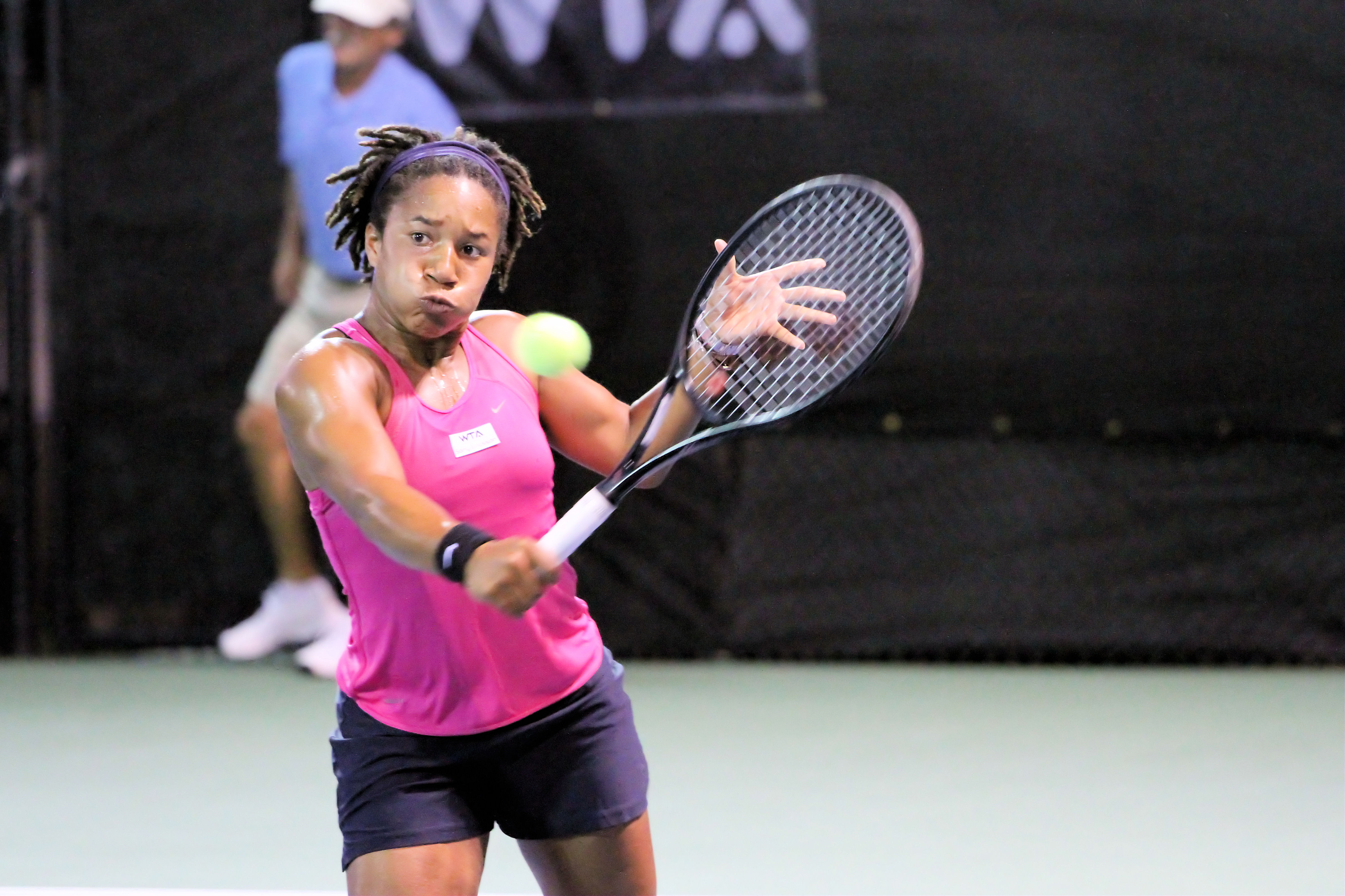
Na Texas Tennis Open 2011

Do profesionálního tenisu vstoupila v červnu 2008. Ve stejné sezóně získala jediný singlový titul na okruhu ITF, když ve finále turnaje konaného v indianském Evansville zdolala Britku Emily Webleyovou-Smithovou poměrem 6–3 a 6–4. Do roku 2013 si připsala na stejném okruhu deset titulů ve čtyřhře. Nejkvalitněji obsazený se odehrával v americkém Albuquerque s dotací 75 000 dolarů, kde v září 2010 triumfovala spolu se stabilní spoluhráčkou Lindsay Leeovou-Watersovou. V boji o titul přehrály americkou dvojici Abigail Spearsová a Mashona Washingtonová po setech 2–6, 6–3 a rozhodujícím supertiebreaku 10–8.
Na nejvyšší grandslamové úrovni se nejdále probojovala do druhého kola v soutěži ženské čtyřhry Australian Open 2013, kde s lucemburskou hráčkou Mandy Minellovou podlehly čtvrté nasazené dvojici Rusek Jekatěrině Makarovové a Jeleně Vesninové po setech 4–6 a 4–6.

## Tituly na turnajích okruhu ITF
| $100,000 tournaments |
| $75,000 tournaments  |
| $50,000 tournaments  |
| $25,000 tournaments  |
| $10,000 tournaments  |

### Dvouhra: 1
| Č. | Datum             | Turnaj     | Povrch | Soupeřka ve finále       | Výsledek |
| -- | ----------------- | ---------- | ------ | ------------------------ | -------- |
| 1. | 27. července 2008 | Evansville | tvrdý  | Emily Webleyová-Smithová | 6–3, 6–4 |

### Čtyřhra: 10
| Č.  | Datum              | Turnaj      | Povrch | Spoluhráčka              | Soupeřky ve finále                      | Výsledek       |
| --- | ------------------ | ----------- | ------ | ------------------------ | --------------------------------------- | -------------- |
| 1.  | 13. června 2004    | Alcobaça    | tvrdý  | Alanna Brodericková      | Krizia Borgarellová Silvia Disderiová   | 7–5, 6–1       |
| 2.  | 16. srpna 2008     | Cumberland  | tvrdý  | Emily Webleyová-Smithová | Martina Babáková Manana Šapakidzeová    | 6–1, 6–1       |
| 3.  | 22. listopadu 2008 | Puebla      | tvrdý  | Audra Cohenová           | MF Álvarez Teránová Veronica Spiegelová | 6–2, 6–4       |
| 4.  | 23. ledna 2010     | Wrexham     | tvrdý  | Mallory Cecilová         | Iveta Gerlová Lucie Kriegsmannová       | 4–6, 6–0, 11–9 |
| 5.  | 29. května 2010    | Carson      | tvrdý  | Lindsay Leeová-Watersová | Christina Fusanová Courtney Nagleová    | 6–1, 6–2       |
| 6.  | 11. července 2010  | Grapevine   | tvrdý  | Lindsay Leeová-Watersová | Kimberly Coutsová Teťjana Lužanská      | 6–2, 7–5       |
| 7.  | 26. září 2010      | Albuquerque | tvrdý  | Lindsay Leeová-Watersová | Abigail Spearsová Mashona Washingtonová | 2–6, 6–3, 10–8 |
| 8.  | 3. října 2010      | Las Vegas   | tvrdý  | Lindsay Leeová-Watersová | Irina Falconiová Maria Sanchezová       | 1–6, 7–5, 10–4 |
| 9.  | 14. srpna 2011     | Bronx       | tvrdý  | Ahsha Rolleová           | Sin-jün Chanová Lu Ťing-ťing            | 6–3, 7–65      |
| 10. | 1. května 2012     | Osprey      | antuka | Lindsay Leeová-Watersová | Alexandra Panovová Lesja Curenková      | 2–6, 6–4, 10–7 |